# Adriana Brodsky

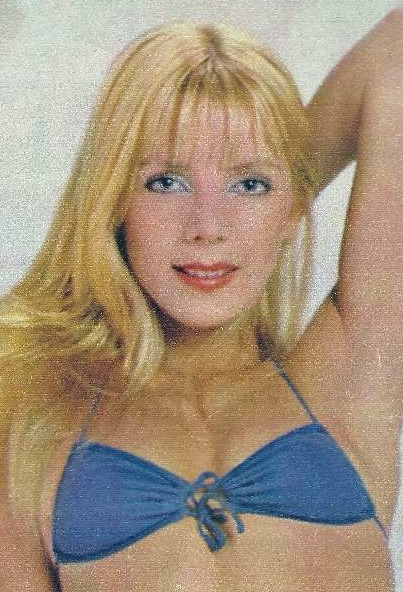
Adriana Brodsky (1981)

Adriana Mónica Brodsky alias La Bebota (* 22. Dezember 1955 in Buenos Aires, Argentinien) ist eine argentinische Schauspielerin.
Brodsky arbeitete mit den in Argentinien bekannten Komödianten Jorge Porcel und mit Alberto Olmedo; mit letzterem hatte sie auch ein Verhältnis.

## Filmografie (Auswahl)
- 1983: Se acabó el curro
- 1987: Los matamonstruos en la mansión del terror
- 1987: El manosanta está cargado